# Lotte Bust
Charlotte Bust, geborene Fiebrich, (* 25. Mai 1900 in Mühlhausen; † 1992 ebenda) war eine deutsche Widerstandskämpferin gegen den Nationalsozialismus und Funktionärin der SED. Sie war Abgeordnete des Thüringer Landtages und erste Vorsitzende der SED-Bezirksparteikontrollkommission Erfurt.

## Leben
Lotte Bust stammte aus einer Arbeiterfamilie. Nach dem Besuch der Volksschule arbeitete sie als Strickerin und gehörte ab 1917 dem Deutschen Textilarbeiterverband an. Sie wurde während der Weimarer Republik 1932 Mitglied der KPD und gehörte zum Bund der Freunde der Sowjetunion. Während der Zeit des Nationalsozialismus leistete sie illegale Widerstandsarbeit und wurde im ersten zentralen KZ für weibliche „Schutzhaftgefangene“, im KZ Moringen am Solling (nördlich von Göttingen), eingekerkert.
Nach 1945 hatte sie verantwortliche Funktionen im Parteiapparat der SED inne. Von 1946 bis 1950 war sie als Mitglied der SED-Fraktion Abgeordnete des Thüringer Landtages und von August 1952 bis Februar 1953 die erste Vorsitzende der SED-Bezirksparteikontrollkommission Erfurt. Sie wurde abberufen und durch Max Rölz ersetzt. Danach war sie Mitglied des Kreistages Mühlhausen und später Vorsitzende des Kreiskomitees Mühlhausen des Komitees der Antifaschistischen Widerstandskämpfer der DDR. 
Sie starb im Alter von 92 Jahren in Mühlhausen.

## Auszeichnungen
- Medaille für Kämpfer gegen den Faschismus 1933 bis 1945
- 1959 Clara-Zetkin-Medaille
- 1975 Vaterländischer Verdienstorden (VVO) in Silber, 1980 in Gold und 1985 Ehrenspange zum VVO in Gold